# ألديمير (لاعب كرة قدم)
ألديمير (بالبرتغالية: Ademir Roque Kaefer) هو لاعب كرة قدم برازيلي في مركز الوسط، ولد في 6 يناير 1960 في توليدو في البرازيل. شارك مع منتخب البرازيل لكرة القدم. أما مع النوادي، فقد لعب مع سانتو أندريه ونادي إنترناسيونال ونادي راسينغ ونادي كروزيرو.

## وصلات خارجية
- ألديمير (لاعب كرة قدم) على موقع الاتحاد الدولي (مؤرشف)  (الإنجليزية)
- ألديمير (لاعب كرة قدم) على موقع قاعدة بيانات كرة القدم.إي يو (الإنجليزية)
- ألديمير (لاعب كرة قدم) على موقع ناشيونال فوتبول تيمز (الإنجليزية)
- ألديمير (لاعب كرة قدم) على موقع Soccerway.com (الإنجليزية)
- ألديمير (لاعب كرة قدم) على موقع اللجنة الأولمبية الدولية (الإنجليزية)
- ألديمير (لاعب كرة قدم) على موقع أوليمبيديا (الإنجليزية)
- ألديمير (لاعب كرة قدم) على موقع اللجنة الأولمبية البرازيلية (البرتغالية)